# Abd-Al·lah ibn Khàzim as-Sulamí
ʿAbd Al·lāh ibn Khāzim as-Sulamī —àrab: عبد الله بن خازم السلمي, ʿAbd Allāh ibn Ḫāzim as-Sulamī— (mort en 692) fou el governador omeia de Khurassan entre el 662–665 i el 683/84, abans d'esdevenir el governador nominal zubàyrida de la mateixa província entre el 684 i fins a la seva mort.

## Biografia

### Infància
Fill d'una dona negra de nom Ajla o Asma i d'un membre destacat de la tribu Banu Sulaym i cosí de Qays ibn al-Hàytham as-Sulamí, governador del Khurasan (662-664).

### Carrera militar
Va acompanyar al seu cosí Qays ibn al-Hàytham as-Sulamí a la zona de Nixapur on era comandant (649/650) i va dirigir la conquesta de Sarakhs el 651/652, ocupant la ciutat, com a resultat de l'expedició àrab al Khurasan. L'any següent va derrotar una coalició local dirigida per la família persa dels Karen (família) (652/653). El següent any va sufocar una revolta dels Karin i va rebre com a premi el govern de la província.
El 656, a la mort del califa Uthman ibn Affan, va retornar a Bàssora i el 658/659, junt amb Ibn al-Hadhrami, representant de Muàwiya I, va escortar a Ziyad ibn Abih a presència del futur califa; en aquest moment el seu suport a Muàwiya ja era clar.

### Govern
No està documentat enlloc la dada exacta de l'inici del seu govern. Com que es diu que el seu nomenament fou per la victòria sobre els Karen, alguns el situen el 652 o 653; at-Tabarí la situa el 656.
Durant el segon govern d'Abd-Al·lah ibn Àmir a Bàssora (des del 661) Qays ibn al-Hàytham as-Sulamí fou nomenat governador de Khurasan i Abd-Al·lah ibn Khàzim i Abd-ar-Rahman ibn Samura foren enviats contra Balkh i Sidjistan. El governador no va poder aturar una revolta dels heftalites al Khurasan el 662 i Abd-Al·lah ibn Khàzim fou nomenat llavors governador.
El 664 va dirigir un escrit al califa defensant-se d'haver usurpat el govern, i va guanyar el cas podent retornar al Khurasan on va ocupar altre cop el govern el 665. Potser es va tractar de governs temporals en més d'un període en una situació on encara l'administració musulmana no estava consolidada. Va governar tres anys fins que fou substituït el 665.
La regió estava en mans de Salm ibn Ziyad nomenat vers el 680 per Yazid, que fou convençut de renunciar a favor d'Abd-Al·lah. Vers el 680-682 va tornar a la província amb l'exèrcit de Sam ibn Ziyad i quan aquest se'n va entornar després de la mort del califa Yazid I (683), va deixar el govern interí a Abd-Al·lah ibn Khàzim (684).
Aquest va arribar a la capital provincial Merv, on va derrotar el governant tamimita i amb l'ajut de Tamim va derrotar els governants bakrites de Marw al-Rudh i d'Herat, als quals va sotmetre. Tot el territori estava en revolta dirigida per Aws ibn Talaba i es va haver d'imposar per la força; els rabia i els tamimites van haver de ser combatuts i també els heftalites, però va aconseguir diverses victòries que li van garantir el predomini. En el marc del suport general del que gaudia Abd-Al·lah ibn az-Zubayr, Khurasan va quedar en el bàndol d'aquest i Abd-Al·lah ibn Khàzim fou nomenat altre cop governador.
Quan la resta del món musulmà ja havia entrat en tractes amb el califa Abd al-Malik ben Marwan (685–705), Abd-Al·lah va continuar donant suport al germà d'Abd-Al·lah ibn az-Zubayr, Mússab ibn az-Zubayr. A la mort d'aquest (691/692) el califa li va enviar un delegat i li va oferir el govern del Khurasan per set anys a canvi del seu reconeixement, però va refusar l'oferta, ja que considerava que tenia dret al govern vitalici. El califa llavors va nomenar governador a un dels propis oficials d'Abd Allah, el tamimita Bukayr ibn Wixah. Ibn Khàzim es va declarar obertament en rebel·lió i va tenir el suport del poble a Merv, però al cap de poc fou assassinat.
Bukayr va derrotar Abd-Al·lah ibn Khàzim (probablement el 73 de l'hègira = 692-693), que va morir a la lluita, quan intentava reunir-se amb el seu fill Mussa ibn Abd-Al·lah a la fortalesa de Termez.